# ОШ „Милорад Лабудовић Лабуд” Барошевац
ОШ „Милорад Лабудовић Лабуд” Барошевац, насељеном месту на територији градске општине Лазаревац основана је 1845. године.
Прву школу у Барошевцу похађали су и ученици околних села Зеоке, Бистрица, Мали Црљени и Трбушница. Школа је имала три разреда у којима је радио само један учитељ. Била је интернатског типа. Ученици су у школи ноћивали, чак и они из Барошевца, а кући су одлазили само за време празника и распуста. Услед повећања броја ученика указала се потреба за изградњом нове, веће школске зграде. 
На иницијативу барошевачког свештеника Глигорија Герасимовића она је направљена 1884. године, а тада је први пут отворен и четврти разред. Од 1886. године уместо једног, почела су радити два учитеља. Школска зграда је поред две учионице имала и стан за учитеља. Ову школу више нису похађали ученици из Трбушнице, пошто је и тамо почела са радом ова установа. Године 1950. извршена је адаптација ове школске зграде, пошто је почела радити као осмогодишња школа. 1960. године повећан је школски простор доградњом три учионице уз већ постојећи барошевачки Дом. 
Почетком деведесетих година 20. века почело се са изградњом најновије школске зграде. Уз њу се гради и спортска хала.